# Jacques-Pierre-Louis de Grancey
Jacques-Pierre-Louis de Grancey, francoski general, * 1894, † 1973.